# Feadship

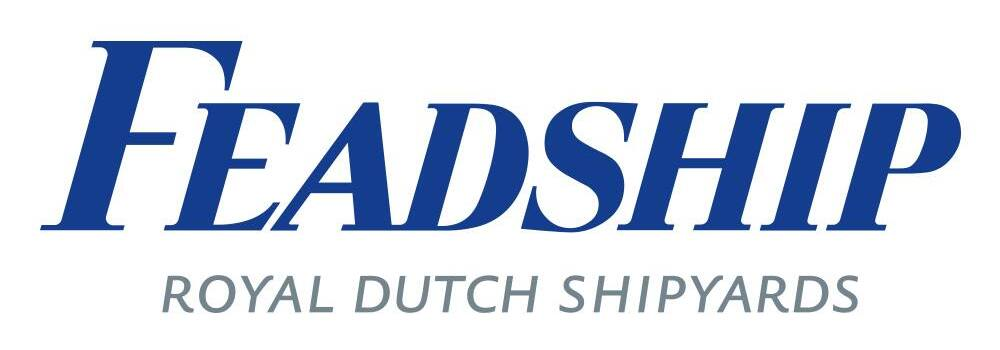
Feadship-logo

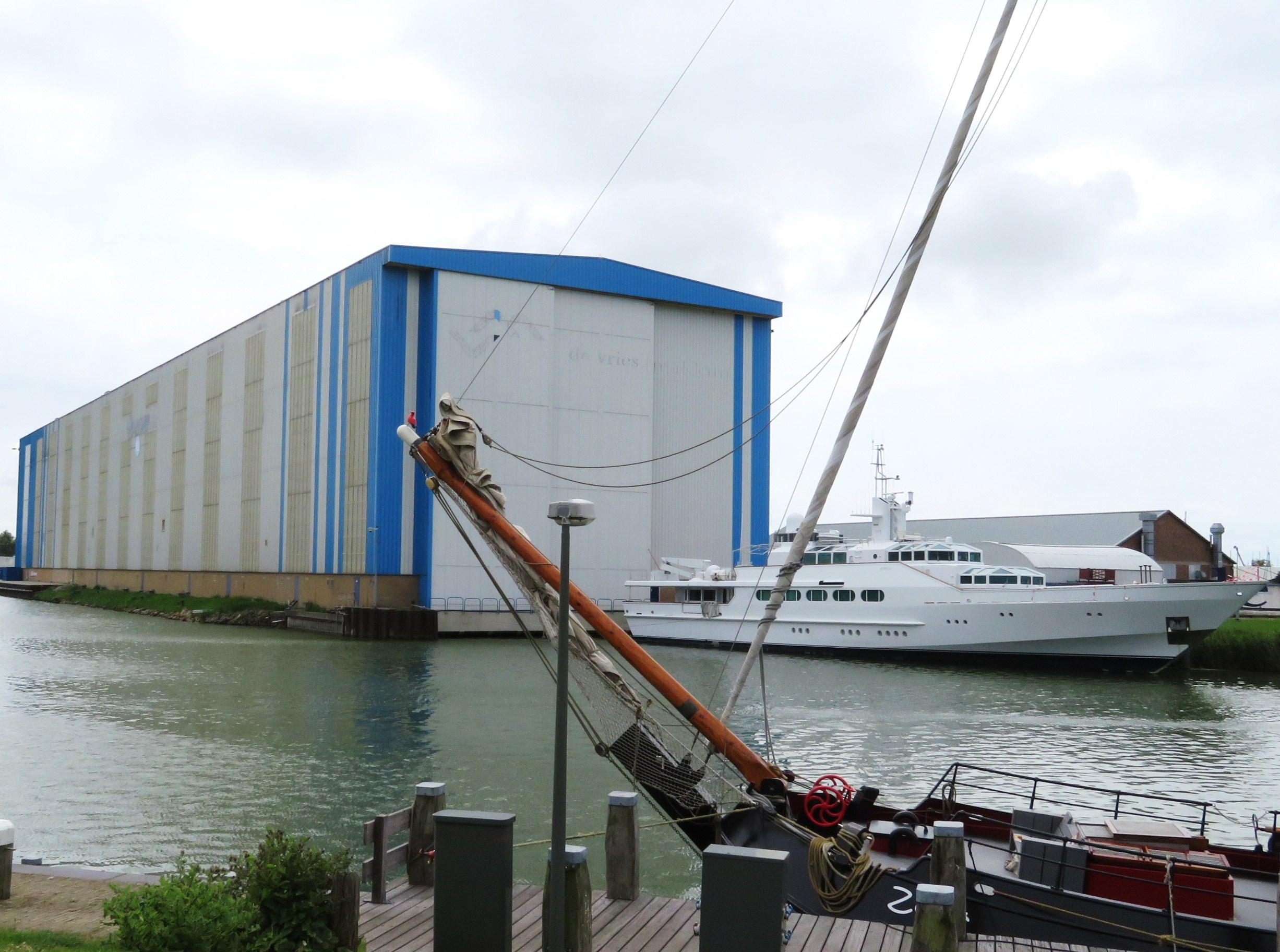
Feadship in Makkum

Feadship is een samenwerkingsverband van twee scheepswerven, Royal Van Lent en Koninklijke De Vries Scheepsbouw. De werven maken hoogwaardige superjachten van 40 meter tot meer dan 160 meter.
Feadship is in 1949 opgericht om de export van Nederlandse (super)jachten te promoten: First Export Association of Dutch SHIPbuilders. Door dit samenwerkingsverband konden de bedrijven hun potentiële klanten opzoeken door middel van stands op internationale jacht-shows zoals de New York Boatshow, waar het bedrijf in 1951 met drie jachten een stand had.
Om de doelgroep van de organisatie – potentiële kopers van megajachten – beter te kunnen benaderen, richtte Feadship in 1977 Feadship Americas Inc. op en opende het in de jaren tachtig een kantoor in Antibes, Frankrijk.
Sinds de oprichting is de lengte en complexiteit van de afgeleverde jachten aanzienlijk gegroeid. De jachten tentoongesteld bij de New York Boatshow van 1951 waren nog minder dan 10 meter lang. Voorbeelden van recente superjachten zijn het 72,8 meter lange jacht Predator uit 2008 en het in 2015 te water gelaten jacht Symphony, dat met 101,5 meter op dat moment het langste uit Nederland afkomstige jacht was; het is inmiddels ingehaald door de twee 110 meter lange Jubilee en Anna gebouwd door Oceanco en Feadship.

## Oprichting
Bij de oprichting waren de volgende bedrijven betrokken.
- Jachtwerf Akerboom, Leiden;
- Jacht- & scheepswerf Van Lent, Kaag;
- Scheepswerf E.G. van de Stadt, Zaandam;
- Scheepswerven Nicolaas Witsen & Vis, Alkmaar, verliet Feadship in 1959;
- Scheepswerf Het Fort/G. de Vries Lentsch, Nieuwendam;
- Koninklijke De Vries Scheepsbouw (Scheepswerf De Vlijt/ Gebr. de Vries, Aalsmeer);
- Naval architects H. W. de Voogt kwam erbij in 1950, Haarlem;
- Scheepswerf Slob, Papendrecht.

## Lijst van jachten

### 1920–1955
| Jaar | Totale lengte in meters | Naam                                                      |
| ---- | ----------------------- | --------------------------------------------------------- |
| 1920 | 14                      | Super                                                     |
| 1931 | 11,80                   | Refuge                                                    |
| 1934 | 10,20                   | Stern                                                     |
| 1934 | 13,60                   | Raram                                                     |
| 1935 | 14.5                    | Ramsar                                                    |
| 1936 | 9                       | De Noorman                                                |
| 1937 | 9.14                    | KPM                                                       |
| 1938 | 26                      | Tirrena                                                   |
| 1938 | 13,24                   | Schollevaer                                               |
| 1938 | 14                      | Corabia II                                                |
| 1939 | 29                      | Sultan                                                    |
| 1939 | 30                      | Iduna                                                     |
| 1939 | 15                      | Zephyr                                                    |
| 1948 | 13                      | Ibis                                                      |
| 1948 | 11                      | Waterlelie                                                |
| 1950 | 20                      | Rotterdam                                                 |
| 1951 | 6.70                    | Pampus Build #503 (Hull #3)                               |
| 1952 | 19,56                   | Bramar Build #506 Name in USA Zuiderwind                  |
| 1952 | 19                      | Rubato Build #507 Name later in France Boulinier          |
| 1952 | 13,35                   | Jo-Ed Build #514 Wooden sportfisherman                    |
| 1952 | 13,35                   | Linda Anne Build #513                                     |
| 1952 | 17,07                   | Brigand (Hull #7)                                         |
| 1953 | 25,30                   | Serano II Hull ID#502359 (hernoemd Exuberance, Notorious) |
| 1953 | 16,76                   | Capri build #517 (hernoemd Alisand III)                   |
| 1953 | 22,86                   | Ventura                                                   |
| 1953 | 29,57                   | Olga II                                                   |
| 1954 | 18,29                   | Roberta (Hull #35) (hernoemd Zeegodin)                    |
| 1954 | 12                      | Dutch Treat                                               |
| 1955 | 11                      | Goodwin                                                   |
| 1955 | 18,40                   | Calypso                                                   |
| 1955 | 19,81                   | Gladys II                                                 |
| 1955 | 16,76                   | Gerelbo II                                                |

### 1956–1965
| Jaar | Totale lengte in meters       | Naam                        |
| ---- | ----------------------------- | --------------------------- |
| 1956 | 27,43                         | Champbell                   |
| 1956 | 20,33                         | Ola (hernoemd Flame)        |
| 1956 | 19,84                         | DSV (hernoemd 50/50)        |
| 1956 | 17,30                         | De zwerver                  |
| 1957 | 24.4 m (plus 8 ft Boegspriet) | De Vrouwe Christina         |
| 1957 | 25                            | Sirocco (hernoemd Atalanta) |
| 1958 | 14                            | Beatrix                     |
| 1959 | 11                            | Trio                        |
| 1959 | 19                            | Oceanus II                  |
| 1960 | 20                            | Aljazi                      |
| 1960 | 18,60                         | Ancor                       |
| 1960 | 9.25                          | Tradewinds                  |
| 1960 | 13,75                         | Carola                      |
| 1960 | 35,05                         | Camargo IV                  |
| 1961 | 10,30                         | Maracas Bay                 |
| 1961 | 18                            | Tiky                        |
| 1961 | 20                            | Sylvia                      |
| 1962 | 14                            | Tasna                       |
| 1963 | 26,78                         | Atlantic                    |
| 1963 | 32,85                         | Ocepa                       |
| 1963 | 32,90                         | Santa Maria                 |
| 1964 | 17.1                          | Samsoon                     |
| 1964 | 22.5                          | El Galgo II                 |
| 1964 | 26,35                         | Exact                       |
| 1964 | 26,35                         | Sea Harmony                 |
| 1964 | 28,10                         | Najade                      |
| 1965 | 22.5                          | Caravelle                   |
| 1965 | 16.5                          | Marielaur                   |
| 1965 | 16.5                          | Columbus                    |

### 1966–1975
| Jaar | Totale lengte in meters | Naam                          |
| ---- | ----------------------- | ----------------------------- |
| 1966 | 16,85                   | Katja                         |
| 1966 | 25,80                   | Sirocco                       |
| 1966 | 44,80                   | Westlak (hernoemd Antarctica) |
| 1967 | 32,74                   | Karimor V                     |
| 1967 | 17,80                   | Sirena                        |
| 1967 | 26,82                   | Tartar                        |
| 1968 | 22,30                   | Ute                           |
| 1968 | 24.5                    | Ale II                        |
| 1968 | 17,26                   | Mi-Do II                      |
| 1969 | 30,10                   | Prosit                        |
| 1969 | 25,80                   | Morana                        |
| 1969 | 25,80                   | Din-Dina                      |
| 1970 | 33                      | Pakeha                        |
| 1970 | 36,80                   | Intent                        |
| 1970 | 27,76                   | Jean Marie                    |
| 1970 | 35,42                   | Jardell                       |
| 1971 | 26,01                   | Kapal                         |
| 1971 | 27,76                   | Al-Direiyah                   |
| 1971 | 37,55                   | 'Blackhawk                    |
| 1971 | 26,85                   | Carronada                     |
| 1972 | 31,12                   | Dora B                        |
| 1972 | 23,85                   | Rob II                        |
| 1972 | 32,22                   | Aldebaran                     |
| 1973 | 35,38                   | Passage II                    |
| 1973 | 33,55                   | Prosit                        |
| 1973 | 45                      | Big R (hernoemd Secret Life)  |
| 1973 | 18.5                    | Almare                        |
| 1974 | 39                      | Walanka (hernoemd If Only)    |
| 1974 | 38                      | Bluemar II                    |
| 1974 | 36.6                    | Emerald K                     |
| 1974 | 28,30                   | Amphitrite                    |
| 1974 | 28,35                   | Shalimar                      |
| 1975 | 50                      | Ogina Bereton                 |
| 1975 | 39,88                   | Lac II                        |

### 1976–1985
| Jaar | Totale lengte in meters | Naam                                               | Referentie |
| ---- | ----------------------- | -------------------------------------------------- | ---------- |
| 1976 | 17.5                    | Cheops                                             |            |
| 1977 | 22,86                   | Maria'                                             |            |
| 1977 | 25,91                   | Impetuous                                          |            |
| 1978 | 64,64                   | Al Riyadh                                          |            |
| 1978 | 38,40                   | Claybeth (hernoemd Sireneuse)                      |            |
| 1979 | 60,55                   | Diana II (hernoemd Kingdom Come)                   | [ 3 ]      |
| 1979 | 34.5                    | Karina C                                           |            |
| 1979 | 48                      | Wedge One (hernoemd Avanti IV, Daria, Elizabeth F) |            |
| 1980 | 40                      | Enterprise (hernoemd Seagull)                      |            |
| 1980 | 51,25                   | Abu Al Abyadh                                      |            |
| 1980 | 40.5                    | Dhafir                                             |            |
| 1981 | 43,15                   | My Gail II (hernoemd Ramses)                       |            |
| 1981 | 41,70                   | Carmac VI (hernoemd King K)                        |            |
| 1981 | 36                      | Arkan                                              |            |
| 1982 | 37,49                   | Cacique                                            |            |
| 1982 | 50,65                   | Kalinga                                            |            |
| 1982 | 45,80                   | Paminusch (hernoemd Strangelove)                   |            |
| 1982 | 40,23                   | Synthesis (hernoemd Halcyon)                       |            |
| 1983 | 59,95                   | New Horizon L (hernoemd Falcon Lair)               | [ 4 ]      |
| 1983 | 44,80                   | Azteca (hernoemd Lionwind)                         | [ 5 ]      |
| 1983 | 42,35                   | Circus II (hernoemd Masquerade)                    |            |
| 1983 | 46.6                    | Paraiso                                            |            |
| 1983 | 50,65                   | Pharaon (hernoemd Illusion)                        |            |
| 1984 | 52                      | Rio Rita                                           |            |
| 1984 | 37,95                   | Orion                                              |            |
| 1984 | 42,31                   | Bridlewood (hernoemd Dreamseeker)                  |            |
| 1984 | 26,62                   | Gallant Lady I                                     |            |
| 1984 | 26,62                   | Gallant Lady II                                    |            |
| 1985 | 40,07                   | Gallant Lady III (hernoemd Sea Ghost)              |            |
| 1985 | 45,37                   | Enterprise IV (hernoemd Charisma)                  |            |

### 1986–1995
| Jaar | Totale lengte in meters | Naam                                                                                | Referentie  |
| ---- | ----------------------- | ----------------------------------------------------------------------------------- | ----------- |
| 1986 | 46                      | Highlander                                                                          |             |
| 1986 | 43,95                   | Paminusch (hernoemd Montigne)                                                       |             |
| 1986 | 55,10                   | Cacique (hernoemd Calixe)                                                           |             |
| 1986 | 63.6                    | Cedar Sea II                                                                        | [ 6 ] [ 7 ] |
| 1986 | 38,71                   | Excellence (hernoemd Golden Rule)                                                   |             |
| 1986 | 55.5                    | Varmar Ve                                                                           |             |
| 1987 | 33,68                   | Roverling (hernoemd Nepenthe)                                                       |             |
| 1987 | 44                      | Sea Jewel (hernoemd Time For Us)                                                    |             |
| 1987 | 40,44                   | Fiffanella (hernoemd Kingfisher)                                                    |             |
| 1987 | 43,43                   | Confidante (hernoemd Audacia)                                                       |             |
| 1988 | 50,90                   | Gallant Lady IV (hernoemd Ice Bear)                                                 |             |
| 1988 | 43,43                   | Impromptu (hernoemd Major Wager)                                                    |             |
| 1988 | 43                      | Easy to Love (hernoemd Athina II)                                                   |             |
| 1988 | 21,48                   | Patricia (hernoemd Elizabeth)                                                       |             |
| 1988 | 35,35                   | Gallant Lady V (hernoemd Ozark Lady)                                                |             |
| 1989 | 41,75                   | Faribana (hernoemd Allegra)                                                         |             |
| 1989 | 38,12                   | White Rabbit (hernoemd Odyssey)                                                     |             |
| 1989 | 42.5                    | September Blue (hernoemd Tugatsu)                                                   |             |
| 1989 | 55                      | Pharaon                                                                             |             |
| 1989 | 46.5                    | Anastasia Ve (hernoemd Quintessa)                                                   |             |
| 1990 | 47,30                   | Mi Gaea (hernoemd Inevitable)                                                       |             |
| 1990 | 46,88                   | Charade                                                                             |             |
| 1990 | 45,55                   | Alfa Alfa (hernoemd Marion Queen)                                                   |             |
| 1991 | 45,72                   | Carmac VII (hernoemd Lady Allison)                                                  |             |
| 1991 | 62,23                   | Virginian                                                                           | [ 8 ]       |
| 1991 | 36,45                   | Our Toy                                                                             |             |
| 1991 | 63,63                   | Siran                                                                               | [ 9 ]       |
| 1992 | 49,99                   | Aurora                                                                              |             |
| 1992 | 61                      | Mylin IV                                                                            | [ 10 ]      |
| 1992 | 39,62                   | Gallant Lady VI (hernoemd Never Enough)                                             |             |
| 1993 | 51,20                   | Enterprise V                                                                        |             |
| 1993 | 43                      | Sea Sedan (hernoemd Kahalani)                                                       |             |
| 1993 | 60                      | Lady Beatrice                                                                       | [ 11 ]      |
| 1993 | 51                      | Double Haven                                                                        |             |
| 1994 | 47.5                    | Tatasu                                                                              |             |
| 1994 | 44                      | Rora V (hernoemd Sanora)                                                            |             |
| 1994 | 46,90                   | Yemoja (hernoemd Hud Hud)                                                           |             |
| 1994 | 52                      | Rasselas (hernoemd Time For Us and now "Rasselas" again but not the original owner) |             |
| 1995 | 49,38                   | White Rabbit (hernoemd Pegasus)                                                     |             |
| 1995 | 52,46                   | Gallant Lady VII                                                                    |             |
| 1995 | 52,15                   | Battered Bull                                                                       |             |

### 1996–2005
| Jaar | werf nummer | Vlag                         | Lengte in meters | Naam | Foto | Referentie |
| ---- | ----------- | ---------------------------- | ---------------- | --- | ---- | --- |
| 1996 | 651         | Vlag van Verenigde Staten    | 52,46            | Galant Lady                                                                                               |      | Statische en actuele scheepsinformatie op www.marinetraffic.com. Scheepspagina Gallant Lady 1996 bij Feadship. |
| 1996 | 652         | Vlag van Kaaimaneilanden     | 60,60            | Méduse (hernoemd Athina III)                                                                              |      | Statische en actuele scheepsinformatie op www.marinetraffic.com. Scheepspagina Méduse 1996 bij Feadship. |
| 1996 | 775         | Vlag van Kaaimaneilanden     | 55,00            | Claire (hernoemd Tits, hernoemd Sammax, hernoemd Samax)                                                   |      | Statische en actuele scheepsinformatie op www.marinetraffic.com. Scheepspagina Claire 1996 bij Feadship. |
| 1996 | 773         | Vlag van Kaaimaneilanden     | 47,30            | Vava |      | Statische en actuele scheepsinformatie op www.marinetraffic.com. Scheepspagina Vava 1996 bij Feadship. Gebouwd in opdracht van Ernesto Bertarelli, voor zover bekend nog steeds eigenaar van de ‘’Vava’’.                                                                                   |
| 1996 | 757         |                              | 16,99            | Lucia |      | Scheepspagina Lucia 1996 bij Feadship. |
| 1997 | 776         | Vlag van Marshalleilanden    | 46,70            | Quintessence (hernoemd Daybreak)                                                                          |      | Statische en actuele scheepsinformatie op www.marinetraffic.com. Scheepspagina Quintessence 1997 bij Feadship. |
| 1997 | 778         | Vlag van Kaaimaneilanden     | 39,05            | Irina (hernoemd Liberty GB, hernoemd Awaroa, hernoemd Corinthian)                                         |      | Statische en actuele scheepsinformatie op www.marinetraffic.com. Scheepspagina Irina 1997 bij Feadship. |
| 1997 | 653         | Vlag van Kaaimaneilanden     | 48,20            | Katrion (hernoemd Noi VII, hernoemd Noah VII, hernoemd Noa VII, hernoemd Carolina, hernoemd Gitana)       |      | Statische en actuele scheepsinformatie op www.marinetraffic.com. Scheepspagina Katrion 1997 bij Feadship. |
| 1997 | 655         | Vlag van Malta               | 55,00            | Sea Sedan (hernoemd Huntress, hernoemd Sea Huntress)                                                      |      | Statische en actuele scheepsinformatie op www.marinetraffic.com. Scheepspagina Sea Sedan 1997 bij Feadship. |
| 1997 | 779         | Vlag van Verenigd Koninkrijk | 30,00            | La Masquerade (hernoemd La Mascarade)                                                                     |      | Statische en actuele scheepsinformatie op www.marinetraffic.com. Scheepspagina La Masquerade 1997 bij Feadship. |
| 1998 | 654         | Vlag van Cookeilanden        | 49,99            | Iroquois (hernoemd Herculina, hernoemd Hercules)                                                          |      | Statische en actuele scheepsinformatie op www.marinetraffic.com. Scheepspagina Iroquois 1998 bij Feadship. |
| 1998 | 656         | Vlag van Bermuda             | 49,50            | Sussurro                                                                                                  |      | Statische en actuele scheepsinformatie op www.marinetraffic.com. Scheepspagina Sussurro 1998 bij Feadship. |
| 1998 | 781         | Vlag van Kaaimaneilanden     | 48,80            | Ulysses (hernoemd Teleost)                                                                                |      | Statische en actuele scheepsinformatie op www.marinetraffic.com. Scheepspagina Ulysses 1998 bij Feadship. |
| 1998 | 657         | Vlag van Kaaimaneilanden     | 52,00            | Solemates (hernoemd Ostar)                                                                                |      | Statische en actuele scheepsinformatie op www.marinetraffic.com. Scheepspagina Solemates 1998 bij Feadship. |
| 1998 | 780         | Vlag van Kaaimaneilanden     | 62,00            | Aviva (hernoemd Attessa)                                                                                  |      | Statische en actuele scheepsinformatie op www.marinetraffic.com. Scheepspagina Aviva 1998 bij Feadship. |
| 1999 | 782         | Vlag van Malta               | 47,50            | Excellence II (hernoemd D'Natalin II, hernoemd Princess K, hernoemd Princess K II, hernoemd Princess Too) |      | Statische en actuele scheepsinformatie op www.marinetraffic.com. Scheepspagina Excellence II 1999 bij Feadship. |
| 1999 | 658         | Vlag van Kaaimaneilanden     | 62,85            | Lady Marina                                                                                               |      | Statische en actuele scheepsinformatie op www.marinetraffic.com. Scheepspagina Lady Marina 1999 bij Feadship. |
| 2000 | 783         | Vlag van Kaaimaneilanden     | 50,28            | Blue Moon II (hernoemd Sweet Pea, hernoemd Déjà Vu, hernoemd Broadwater, hernoemd Picnic)                 |      | Statische en actuele scheepsinformatie op www.marinetraffic.com. Scheepspagina Blue Moon 2000 bij Feadship. |
| 2000 | 659         | Vlag van Kaaimaneilanden     | 53,34            | Kisses |      | Statische en actuele scheepsinformatie op www.marinetraffic.com. Scheepspagina Kisses 2000 bij Feadship. |
| 2000 | 784         | Vlag van Kaaimaneilanden     | 62,30            | Cakewalk (hernoemd Fortunato, hernoemd My Fortunato, hernoemd My Faith, hernoemd Faith, hernoemd Flag)    |      | Statische en actuele scheepsinformatie op www.marinetraffic.com. Scheepspagina Cakewalk 2000 bij Feadship. |
| 2000 | 661         | Vlag van Verenigde Staten    | 46,63            | Detroit Eagle (hernoemd Sea Racer, hernoemd Excellence, hernoemd Mystique)                                |      | Statische en actuele scheepsinformatie op www.marinetraffic.com. Scheepspagina Detroit Eagle 2000 bij Feadship. |
| 2001 | 785         | Vlag van Kaaimaneilanden     | 46,00            | Northern Light (hernoemd Mary A, hernoemd Berilda)                                                        |      | Statische en actuele scheepsinformatie op www.marinetraffic.com. Scheepspagina Northern Light 2001 bij Feadship. |
| 2001 | 662         | Vlag van Kaaimaneilanden     | 56,50            | Barbara Jean (hernoemd Hampshire, hernoemd Ambition)                                                      |      | Statische en actuele scheepsinformatie op www.marinetraffic.com. Scheepspagina Barbara Jean 2001 bij Feadship. |
| 2002 | 786         | Vlag van Kaaimaneilanden     | 60,10            | My Paraffin (hernoemd Paraffin)                                                                           |      | Statische en actuele scheepsinformatie op www.marinetraffic.com. Scheepspagina Paraffin 2001 bij Feadship. |
| 2002 | 787         | Vlag van Malta               | 40,00            | Seaflower (hernoemd My Seaflower, hernoemd My Cipitouba, hernoemd Cipitouba)                              |      | Statische en actuele scheepsinformatie op www.marinetraffic.com. Scheepspagina Seaflower 2002 bij Feadship. |
| 2002 | 664         | Vlag van Kaaimaneilanden     | 65,00            | Wedge Too                                                                                                 |      | Statische en actuele scheepsinformatie op www.marinetraffic.com. Scheepspagina Wedge Too 2002 bij Feadship. |
| 2002 | 663         | Vlag van Kaaimaneilanden     | 57,00            | Olympia                                                                                                   |      | Statische en actuele scheepsinformatie op www.marinetraffic.com. Scheepspagina Olympia 2002 bij Feadship. |
| 2003 | 791         | Vlag van Kaaimaneilanden     | 42,56            | Andiamo (hernoemd My Angiamo, hernoemd Angiamo, hernoemd Full Moon, hernoemd Moonshadow)                  |      | Statische en actuele scheepsinformatie op www.marinetraffic.com. Scheepspagina Andiamo 2002 bij Feadship. |
| 2003 | 665         | Vlag van Malta               | 41,55            | Katrion (hernoemd Lady India, hernoemd Lady Charlotte)                                                    |      | Statische en actuele scheepsinformatie op www.marinetraffic.com. Scheepspagina Katrion 2002 bij Feadship. |
| 2003 | 788         | Vlag van Kaaimaneilanden     | 51,75            | Dream (hernoemd Amanti)                                                                                   |      | Statische en actuele scheepsinformatie op www.marinetraffic.com. Scheepspagina Dream 2003 bij Feadship. |
| 2003 | 789         | Vlag van Kaaimaneilanden     | 46,50            | Rahal |      | Statische en actuele scheepsinformatie op www.marinetraffic.com. Scheepspagina Rahal 2003 bij Feadship. |
| 2004 | 790         | Vlag van Kaaimaneilanden     | 86,00            | Ecstasea                                                                                                  |      | Statische en actuele scheepsinformatie op www.marinetraffic.com. Scheepspagina Extasea 2004 bij Feadship. Gebouwd in opdracht van Roman Abramovich, die haar in 2009 verkocht aan de kroonprins van Abu Dhabi. Deze verkocht het schip in 2014 aan de Pakistaanse miljardair Alshair Fiyaz. |
| 2004 | 667         | Vlag van Kaaimaneilanden     | 71,60            | Utopia |      | Statische en actuele scheepsinformatie op www.marinetraffic.com. Scheepspagina Utopia 2004 bij Feadship. |
| 2004 | 668         | Vlag van Malta               | 49,99            | High Chaparral (hernoemd Troyanda, hernoemd Hanikon, hernoemd Adventure)                                  |      | Statische en actuele scheepsinformatie op www.marinetraffic.com. Scheepspagina High Chaparral 2004 bij Feadship. |
| 2005 | 793         | Vlag van Kaaimaneilanden     | 60,35            | Blue Moon                                                                                                 |      | Statische en actuele scheepsinformatie op www.marinetraffic.com. Scheepspagina Blue Moon 2005 bij Feadship. |
| 2005 | 670         | Vlag van Bermuda             | 62,00            | Rasselas (hernoemd Positive Carry, hernoemd New Hampshire, hernoemd Prediction)                           |      | Statische en actuele scheepsinformatie op www.marinetraffic.com. Scheepspagina Rasselas 2005 bij Feadship. |
| 2005 | 669         | Vlag van Kaaimaneilanden     | 55,50            | Twizzle (hernoemd Drizzle, hernoemd Issana, hernoemd Mad Summer, hernoemd Cynthia, hernoemd Mary A)       |      | Statische en actuele scheepsinformatie op www.marinetraffic.com. Scheepspagina Twizzle 2005 bij Feadship. |

### 2006–2015
| Jaar | Werf nummer | Vlag                         | Lengte in meters | Naam                                                           | Foto | Referentie |
| ---- | ----------- | ---------------------------- | ---------------- | -------------------------------------------------------------- | ---- | --- |
| 2006 | 792         | Vlag van Kaaimaneilanden     | 60,96            | April Fool (hernoemd Samadhi)                                  |      | Statische en actuele scheepsinformatie op www.marinetraffic.com. Scheepspagina April Fool 2006 bij Feadship. |
| 2006 | 671         | Vlag van Kaaimaneilanden     | 65,20            | Callisto                                                       |      | Statische en actuele scheepsinformatie op www.marinetraffic.com. Scheepspagina Callisto 2006 bij Feadship. |
| 2007 | 672         | Vlag van Verenigde Staten    | 51,21            | Gallant Lady VIII                                              |      | Statische en actuele scheepsinformatie op www.marinetraffic.com. Scheepspagina Gallant Lady 2007 bij Feadship. |
| 2007 | 795         | Vlag van Kaaimaneilanden     | 61,20            | Secret (hernoemd Majestic)                                     |      | Statische en actuele scheepsinformatie op www.marinetraffic.com. Scheepspagina Secret 2007 bij Feadship. |
| 2007 | 673         | Vlag van Kaaimaneilanden     | 67,00            | Anna                                                           |      | Statische en actuele scheepsinformatie op www.marinetraffic.com. Scheepspagina Anna 2007 bij Feadship. |
| 2007 | 796         | Vlag van Kaaimaneilanden     | 44,65            | Space (hernoemd Space Shuttle, hernoemd Space, hernoemd Sport) |      | Statische en actuele scheepsinformatie op www.marinetraffic.com. Scheepspagina Space 2007 bij Feadship. |
| 2007 | 797         | Vlag van Kaaimaneilanden     | 44,65            | Harle                                                          |      | Statische en actuele scheepsinformatie op www.marinetraffic.com. Scheepspagina Harle 2007 bij Feadship. |
| 2008 | 674         | Vlag van Kaaimaneilanden     | 72,80            | Predator                                                       |      | Statische en actuele scheepsinformatie op www.marinetraffic.com. Scheepspagina Predator 2008 bij Feadship. |
| 2008 | 798         | Vlag van Bermuda             | 67,75            | Archimedes                                                     |      | Statische en actuele scheepsinformatie op www.marinetraffic.com. Scheepspagina Archimedes 2008 bij Feadship. |
| 2008 | 675         | Vlag van Malta               | 39,00            | Ocean Mercury                                                  |      | Statische en actuele scheepsinformatie op www.marinetraffic.com. Scheepspagina Ocean Mercury 2008 bij Feadship. Gebouwd bij scheepswerf De Vlijt/Gebr. de Vries, Aalsmeer. |
| 2008 | 799         | Vlag van Kaaimaneilanden     | 44,65            | TV (hernoemd Mad Summer, hernoemd Bella Vita, hernoemd Bella)  |      | Statische en actuele scheepsinformatie op www.marinetraffic.com. Scheepspagina TV 2008 bij Feadship. |
| 2009 | 676         | Vlag van Verenigd Koninkrijk | 39,00            | Kathleen Anne                                                  |      | Statische en actuele scheepsinformatie op www.marinetraffic.com. Scheepspagina Kathleen Anne 2009 bij Feadship. |
| 2009 | 1001        | Vlag van Kaaimaneilanden     | 75,75            | Ocean Victory (hernoemd Ebony Shine)                           |      | Statische en actuele scheepsinformatie op www.marinetraffic.com. Scheepspagina Ocean Victory 2009 bij Feadship. |
| 2009 | 677         | Vlag van Kaaimaneilanden     | 53,50            | Hurricane Run                                                  |      | Statische en actuele scheepsinformatie op www.marinetraffic.com. Scheepspagina Hurricane Run 2009 bij Feadship. |
| 2009 | 800         | Vlag van Kaaimaneilanden     | 65,22            | Trident                                                        |      | Statische en actuele scheepsinformatie op www.marinetraffic.com. Scheepspagina Trident 2009 bij Feadship. |
| 2010 | 680         | Vlag van Kaaimaneilanden     | 65,00            | Pestifer (hernoemd Tanusha)                                    |      | Statische en actuele scheepsinformatie op www.marinetraffic.com. Scheepspagina Pestifer 2010 bij Feadship. |
| 2010 | 679         | Vlag van Malta               | 55,05            | Kahalani                                                       |      | Statische en actuele scheepsinformatie op www.marinetraffic.com. Scheepspagina Kahalani 2010 bij Feadship. |
| 2010 | 801         | Vlag van Kaaimaneilanden     | 68,00            | Lady Christine                                                 |      | Statische en actuele scheepsinformatie op www.marinetraffic.com. Scheepspagina Lady Christine 2010 bij Feadship. |
| 2010 | 803         | Vlag van Kaaimaneilanden     | 44,65            | Gladiator (hernoemd Sirius, hernoemd Gladiator)                |      | Statische en actuele scheepsinformatie op www.marinetraffic.com. Scheepspagina Gladiator 2010 bij Feadship. |
| 2011 | 1002        | Vlag van Kaaimaneilanden     | 87,78            | Musashi                                                        |      | Statische en actuele scheepsinformatie op www.marinetraffic.com. Scheepspagina Musashi 2011 bij Feadship. |
| 2011 | 681         | Vlag van Kaaimaneilanden     | 63,00            | Lady Britt                                                     |      | Statische en actuele scheepsinformatie op www.marinetraffic.com. Scheepspagina Lady Britt 2011 bij Feadship. |
| 2011 | 802         | Vlag van Cookeilanden        | 77,70            | Tango (hernoemd My Tango, hernoemd Tango)                      |      | Statische en actuele scheepsinformatie op www.marinetraffic.com. Scheepspagina Tango 2011 bij Feadship. Eigenaar: Viktor Vekselberg Na de Russische inval in Oekraïne door de Spaanse autoriteiten in 2022 aan de ketting gelegd in Palma in het kader van Europese sancties.                 |
| 2011 | 1003        | Vlag van Kaaimaneilanden     | 87,78            | Fountainhead                                                   |      | Statische en actuele scheepsinformatie op www.marinetraffic.com. Scheepspagina Fountainhead 2011 bij Feadship. |
| 2011 | 682         | Vlag van Malta               | 81,00            | Air                                                            |      | Statische en actuele scheepsinformatie op www.marinetraffic.com. Scheepspagina Air 2011 bij Feadship. |
| 2012 | 683         | Vlag van Malta               | 67,27            | Drizzle                                                        |      | Statische en actuele scheepsinformatie op www.marinetraffic.com. Scheepspagina Drizzle 2012 bij Feadship. |
| 2012 | 806         | Vlag van Kaaimaneilanden     | 78,50            | Hampshire II                                                   |      | Statische en actuele scheepsinformatie op www.marinetraffic.com. Scheepspagina Hampshire 2012 bij Feadship. |
| 2012 | 684         | Vlag van Kaaimaneilanden     | 78,20            | Venus                                                          |      | Statische en actuele scheepsinformatie op www.marinetraffic.com. Scheepspagina Venus 2012 bij Feadship. |
| 2013 | 805         | Vlag van Kaaimaneilanden     | 44,65            | Blue Sky                                                       |      | Statische en actuele scheepsinformatie op www.marinetraffic.com. Scheepspagina Blue Sky 2013 bij Feadship. |
| 2013 | 1004        | Vlag van Kaaimaneilanden     | 99,00            | Madame Gu                                                      |      | Statische en actuele scheepsinformatie op www.marinetraffic.com. Scheepspagina Madame GU 2013 bij Feadship. Eigenaar: Andrei Skoch. De heer Skoch is in verband met de Russische invasie van Oekraïne in 2022 zowel door de EU als door het Verenigd Koninkrijk op de sanctielijst geplaatst. |
| 2013 | 685         | Vlag van Verenigde Staten    | 57,60            | Larisa (hernoemd Como, hernoemd W)                             |      | Statische en actuele scheepsinformatie op www.marinetraffic.com. Scheepspagina Larisa 2013 bij Feadship. |
| 2013 | 807         | Vlag van Bahama's            | 62,00            | Sea Owl                                                        |      | Statische en actuele scheepsinformatie op www.marinetraffic.com. Scheepspagina Sea Owl 2013 bij Feadship. |
| 2014 | 688         | Vlag van Kaaimaneilanden     | 46,22            | Como (hernoemd Lady May)                                       |      | Statische en actuele scheepsinformatie op www.marinetraffic.com. Scheepspagina Como 2014 bij Feadship. |
| 2014 | 687         | Vlag van Kaaimaneilanden     | 60,35            | ROCK.IT                                                        |      | Statische en actuele scheepsinformatie op www.marinetraffic.com. Scheepspagina ROCK.IT 2014 bij Feadship. |
| 2015 | 1005        | Vlag van Kaaimaneilanden     | 92,50            | Royal Romance                                                  |      | Statische en actuele scheepsinformatie op www.marinetraffic.com. Scheepspagina Royal Romance 2015 bij Feadship. Eigenaar Viktor Medvedtsjoek. Het schip licht sinds april 2022 in de Kroatische haven Rijeka aan de ketting.                                                                  |
| 2015 | 686         | Vlag van Marshalleilanden    | 83,50            | Savannah                                                       |      | Statische en actuele scheepsinformatie op www.marinetraffic.com. Scheepspagina Savannah 2015 bij Feadship. |
| 2015 | 689         | Vlag van Malta               | 46,40            | Kiss                                                           |      | Statische en actuele scheepsinformatie op www.marinetraffic.com. Scheepspagina Kiss 2015 bij Feadship. |
| 2015 | 690         | Vlag van Kaaimaneilanden     | 44,20            | Moon Sand (hernoemd Philosophy)                                |      | Statische en actuele scheepsinformatie op www.marinetraffic.com. Scheepspagina Moon Sand 2015 bij Feadship. |
| 2015 | 810         | Vlag van Kaaimaneilanden     | 57,45            | Halo                                                           |      | Statische en actuele scheepsinformatie op www.marinetraffic.com. Scheepspagina Halo 2015 bij Feadship. |
| 2015 | 808         | Vlag van Kaaimaneilanden     | 101,50           | Symphony                                                       |      | Statische en actuele scheepsinformatie op www.marinetraffic.com. Scheepspagina Symphony 2015 bij Feadship. Gebouwd in opdracht van Bernard Arnault. |

### 2016–heden
| Jaar | Werf nummer | Vlag                      | Lengte in meters | Naam                                            | Foto | Referentie |
| ---- | ----------- | ------------------------- | ---------------- | ----------------------------------------------- | ---- | --- |
| 2016 | 809         | Vlag van Kaaimaneilanden  | 66,25            | Vanish (hernoemd Hampshire)                     |      | Statische en actuele scheepsinformatie op www.marinetraffic.com. Scheepspagina Vanish 2016 bij Feadship. |
| 2016 | 691         | Vlag van Kaaimaneilanden  | 33,50            | Moon Sand Too (hernoemd Greycliffs)             |      | Statische en actuele scheepsinformatie op www.marinetraffic.com. Scheepspagina Moon Sand Too 2016 bij Feadship. |
| 2016 | 693         | Vlag van Kaaimaneilanden  | 33,50            | Kamino                                          |      | Statische en actuele scheepsinformatie op www.marinetraffic.com. Scheepspagina Kamino 2016 bij Feadship. |
| 2016 | 692         | Vlag van Kaaimaneilanden  | 33,50            | Avatar                                          |      | Statische en actuele scheepsinformatie op www.marinetraffic.com. Scheepspagina Avatar 2016 bij Feadship. |
| 2016 | 812         | Vlag van Kaaimaneilanden  | 70,00            | Joy                                             |      | Statische en actuele scheepsinformatie op www.marinetraffic.com. Scheepspagina Joy 2016 bij Feadship. |
| 2016 | 695         | Vlag van Kaaimaneilanden  | 92,00            | Aquarius                                        |      | Statische en actuele scheepsinformatie op www.marinetraffic.com. Scheepspagina Aquarius 2016 bij Feadship. |
| 2017 | 1006        | Vlag van Kaaimaneilanden  | 96,55            | Faith                                           |      | Statische en actuele scheepsinformatie op www.marinetraffic.com. Scheepspagina Faith 2017 bij Feadship. |
| 2017 | 698         | Vlag van Kaaimaneilanden  | 34,65            | Letani (hernoemd Quintet)                       |      | Statische en actuele scheepsinformatie op www.marinetraffic.com. Scheepspagina Letani 2017 bij Feadship. |
| 2017 | 702         | Vlag van Kaaimaneilanden  | 34,65            | CID                                             |      | Statische en actuele scheepsinformatie op www.marinetraffic.com. Scheepspagina Cid 2017 bij Feadship. |
| 2017 | 813         | Vlag van Kaaimaneilanden  | 73,45            | Hasna (hernoemd Lunasea)                        |      | Statische en actuele scheepsinformatie op www.marinetraffic.com. Scheepspagina Hasna 2017 bij Feadship. |
| 2017 | 696         | Vlag van Marshalleilanden | 69,50            | Samaya                                          |      | Statische en actuele scheepsinformatie op www.marinetraffic.com. Scheepspagina Samaya 2017 bij Feadship. |
| 2018 | 697         | Vlag van Spanje           | 47,00            | Valoria (hernoemd Femke, hernoemd Valoria B)    |      | Statische en actuele scheepsinformatie op www.marinetraffic.com. Scheepspagina Valoria 2018 bij Feadship. |
| 2018 | 815         | Vlag van Kaaimaneilanden  | 73,60            | Sherpa                                          |      | Statische en actuele scheepsinformatie op www.marinetraffic.com. Scheepspagina Sherpa 2018 bij Feadship. |
| 2018 | 701         | Vlag van Kaaimaneilanden  | 51,00            | Promise                                         |      | Statische en actuele scheepsinformatie op www.marinetraffic.com. Scheepspagina Promise 2018 bij Feadship. |
| 2018 | 1007        | Vlag van Kaaimaneilanden  | 110,00           | Anna                                            |      | Statische en actuele scheepsinformatie op www.marinetraffic.com. Scheepspagina Anna 2018 bij Feadship. |
| 2018 | 700         | Vlag van Kaaimaneilanden  | 87,00            | Lonian                                          |      | Statische en actuele scheepsinformatie op www.marinetraffic.com. Scheepspagina Lonian 2018 bij Feadship. Gebouwd in opdracht van Lorenzo Fertitta.                                                                        |
| 2019 | 814         | Vlag van Kaaimaneilanden  | 93,00            | Lady S                                          |      | Statische en actuele scheepsinformatie op www.marinetraffic.com. Scheepspagina Lady S 2019 bij Feadship. |
| 2019 | 699         | Vlag van Kaaimaneilanden  | 58,00            | Najiba                                          |      | Statische en actuele scheepsinformatie op www.marinetraffic.com. Scheepspagina Najiba 2019 bij Feadship. |
| 2019 | 818         | Vlag van Kaaimaneilanden  | 77,25            | SYZYGY 818 (hernoemd PI)                        |      | Statische en actuele scheepsinformatie op www.marinetraffic.com. Scheepspagina SYZYGY 818 2019 bij Feadship. |
| 2020 | 703         | Vlag van Kaaimaneilanden  | 75,00            | Arrow                                           |      | Statische en actuele scheepsinformatie op www.marinetraffic.com. Scheepspagina Arrow 2020 bij Feadship. |
| 2020 | 1008        | Vlag van Kaaimaneilanden  | 99,95            | Moonrise                                        |      | Statische en actuele scheepsinformatie op www.marinetraffic.com. Scheepspagina Moonrise 2020 bij Feadship. Gebouwd in opdracht van Jan Koum.                                                                              |
| 2020 | 705         | Vlag van Kaaimaneilanden  | 72,85            | Podium                                          |      | Statische en actuele scheepsinformatie op www.marinetraffic.com. Scheepspagina Podium 2020 bij Feadship. Gebouwd in opdracht van Roger Penske.                                                                            |
| 2020 | 706         | Vlag van Kaaimaneilanden  | 49,65            | Totally Nuts                                    |      | Statische en actuele scheepsinformatie op www.marinetraffic.com. Scheepspagina Totally Nuts 2020 bij Feadship. Gebouwd in opdracht van Sarkis Izmirlian. De familie heeft haar fortuin vergaard met de handel in pinda’s. |
| 2021 | 707         | Vlag van Kaaimaneilanden  | 77,00            | Boardwalk                                       |      | Statische en actuele scheepsinformatie op www.marinetraffic.com. Scheepspagina Boardwalk 2021 bij Feadship. Gebouwd in opdracht van Tilman Fertitta.                                                                      |
| 2021 | 704         | Vlag van Malta            | 55,20            | Somnium (hernoemd My Somnium, hernoemd Somnium) |      | Statische en actuele scheepsinformatie op www.marinetraffic.com. Scheepspagina Somnium 2021 bij Feadship. |
| 2021 | 708         | Vlag van Marshalleilanden | 54,90            | Shinkai                                         |      | Statische en actuele scheepsinformatie op www.marinetraffic.com. Scheepspagina Shinkai 2021 bij Feadship. |
| 2021 | 819         | Vlag van Kaaimaneilanden  | 71,10            | Vanish (hernoemd My Vanish)                     |      | Statische en actuele scheepsinformatie op www.marinetraffic.com. Scheepspagina Vanish 2021 bij Feadship. Gebouwd in opdracht van Larry van Tuyl.                                                                          |
| 2021 | 816         | Vlag van Kaaimaneilanden  | 88,38            | Zen                                             |      | Statische en actuele scheepsinformatie op www.marinetraffic.com. Gebouwd in opdracht van Guangming Wu. |
| 2021 | 817         | Vlag van Kaaimaneilanden  | 94,00            | Viva                                            |      | Statische en actuele scheepsinformatie op www.marinetraffic.com. Scheepspagina Viva 2021 bij Feadship. Gebouwd in opdracht van Frank Fertitta III.                                                                        |
| 2021 | 1009        | Vlag van Marshalleilanden | 94,75            | Bliss                                           |      | Statische en actuele scheepsinformatie op www.marinetraffic.com. Scheepspagina Bliss 2021 bij Feadship. |
| 2022 | 820         | Vlag van Kaaimaneilanden  | 71,10            | Juice                                           |      | Statische en actuele scheepsinformatie op www.marinetraffic.com. Scheepspagina Juice 2022 bij Feadship. |
| 2022 | 709         | Vlag van Kaaimaneilanden  | 42,50            | Callisto                                        |      | Statische en actuele scheepsinformatie op www.marinetraffic.com. Scheepspagina Callisto 2022 bij Feadship. |
| 2022 | 1010        | Vlag van Kaaimaneilanden  | 118              | "NB1010"                                        |      | Statische en actuele scheepsinformatie op www.marinetraffic.com. |
| 2023 | 823         | Vlag van Kaaimaneilanden  | 67,40            | Sibelle                                         |      | Statische en actuele scheepsinformatie op www.marinetraffic.com. Scheepspagina ‘’Sibelle’’ bij Feadship. |
| 2023 | 710         | Vlag van Kaaimaneilanden  | 84,20            | Obsidian                                        |      | Statische en actuele scheepsinformatie op www.marinetraffic.com. Scheepspagina ‘’Obsidian bij Feadship. |

### Schepen op stapel of op de tekentafel
| Gepland leverjaar | Lengte in meters | Werfnummer | Reference       |
| ----------------- | ---------------- | ---------- | --------------- |
| 2023              | 65               | 711        |                 |
| 2023              | 76               | 822        | [ 166 ] [ 167 ] |
| 2023              | 102.60           | 1011       | [ 166 ]         |
| 2024              | 82               | 712        |                 |
| 2024              | 58               | 713        |                 |
| 2024              | 118.80           | 821        | [ 166 ] [ 168 ] |
| 2024              | 76               | 825        | [ 169 ]         |
| 2024              | 91.50            | 1012       | [ 166 ]         |
| 2025              | 79.95            | 714        |                 |
| 2025              | 75               | 715        |                 |
| TBA               | 99               | 824        |                 |
| TBA               | 100.70           | 1013       |                 |